# Vetřelci vs. Predátor 2
Vetřelci vs. Predátor 2 (anglicky Aliens vs. Predator: Requiem), zkratkou AVPR je americký sci-fi film z roku 2007 navazující na Vetřelec vs. Predátor. Film natočili bratři Colin a Greg Strauseovi.
Ačkoliv se dílu nedostalo v kritikách zrovna kladného hodnocení, film vydělal 128.884.494 dolarů.

## Obsazení
| Reiko Aylesworth | Kelly O'Brienová |
| Ariel Gade       | Molly O'Brienová - dcera Kelly |
| Kristen Hager    | Jesse |
| Robert Joy       | Plukovník Stevens - vedoucí ozbrojených sil zasahujících proti vetřelcům                                                                                           |
| Johnny Lewis     | Ricky Howard - Dallasův mladší bratr pracující jako poslíček s pizzou                                                                                              |
| John Ortiz       | 'Eddie Morales - Šerif městečka Gunnison |
| David Paetkau    | Dale Collins - přítel Jesse |
| Steven Pasquale  | Dallas Howard - Rickiho starší bratr snažící se po propuštění z vězení o spořádaný život                                                                           |
| Sam Trammell     | Tim O'Brien - Kellyin manžel a otec Molly |
| Ian Whyte        | Predátor - dorazivší na zem za účelem nápravy nehody při které unikli vetřelci                                                                                     |
| Tom Woodruff jr. | Vetřelec - po zkušenostech v masce vetřelce ve filmech Vetřelec 3, Vetřelec: Vzkříšení a Vetřelec vs. Predátor ztvárnil v tomto filmu hybridní monstrum Predaliena |

## Příběh
Příběh začíná přesně tam, kde skončil první díl. Vesmírná loď predátorů odlétá ze země i s tělem mrtvého druha, který se jako jediný dostal z pyramidy v prvním filmu. Ten je však nakažený parazitem. Ten po vylíhnutí likviduje posádku lodi, která následně havaruje na zemi.
Havárii lodi vidí otec se synem na lovu a stávají se prvními oběťmi facehuggrů, kteří byli převáženi na lodi. Z vraku na zemský povrch uniká také nové monstrum - kombinace vetřelce a predátora, nazýván Predalien.
Havarující loď stihla vyslat nouzový signál, který zachytila domovská planeta lovců. Na zemi se okamžitě vydává jeden z predátorů zjednat nápravu vzniklé situace. Při jeho příletu je již městečko Gunnison (Colorado, USA), kde loď havarovala, napadeno vetřelci. Predátor se snaží nejen lapit predaliena, ale také zahladit stopy, které by lidstvo přivedlo na existenci mimozemské rasy.
Začíná souboj dvou nestvůr, který nemá ani jedna přežít. Ku smůle obyvatel městečka je lidská rasa zrovna na bitevním poli mezi těmito monstry.

## Zajímavosti
- Ve filmu se vůbec poprvé objevuje domovská planeta Predátorů. Stejně tak měla být ukázána i domovská planeta vetřelců, ale nakonec toto bylo ze scénáře vyškrtnuto.[7]
- Poprvé se ve filmu objevuje kombinace predátorů a vetřelců (Predalien) známá ze stejnojmenné herní série.[7]
- Poprvé se zárodek vetřelce vyklube z dítěte, což byla součást úmyslného zvýšení minimální věkové přístupnosti filmu. První díl tvůrcům přišel moc "měkký".[7]